# مدرسه بویوک‌آقا
مدرسه بویوک‌آقا (ترکی استانبولی: Büyük Ağa Medresesi) یا مدرسه قاپی‌آقا (ترکی استانبولی: Kapı Ağa Medresesi) مدرسه تاریخی قرن پانزدهم در آماسیه، ترکیه است. این مجموعه در سال ۱۴۸۸ به دستور قاپی آغاسی (رئیس خواجگان حرمسرا) حسین آقا در دوران سلطان عثمانی بایزید دوم ساخته شد.

## ساختمان

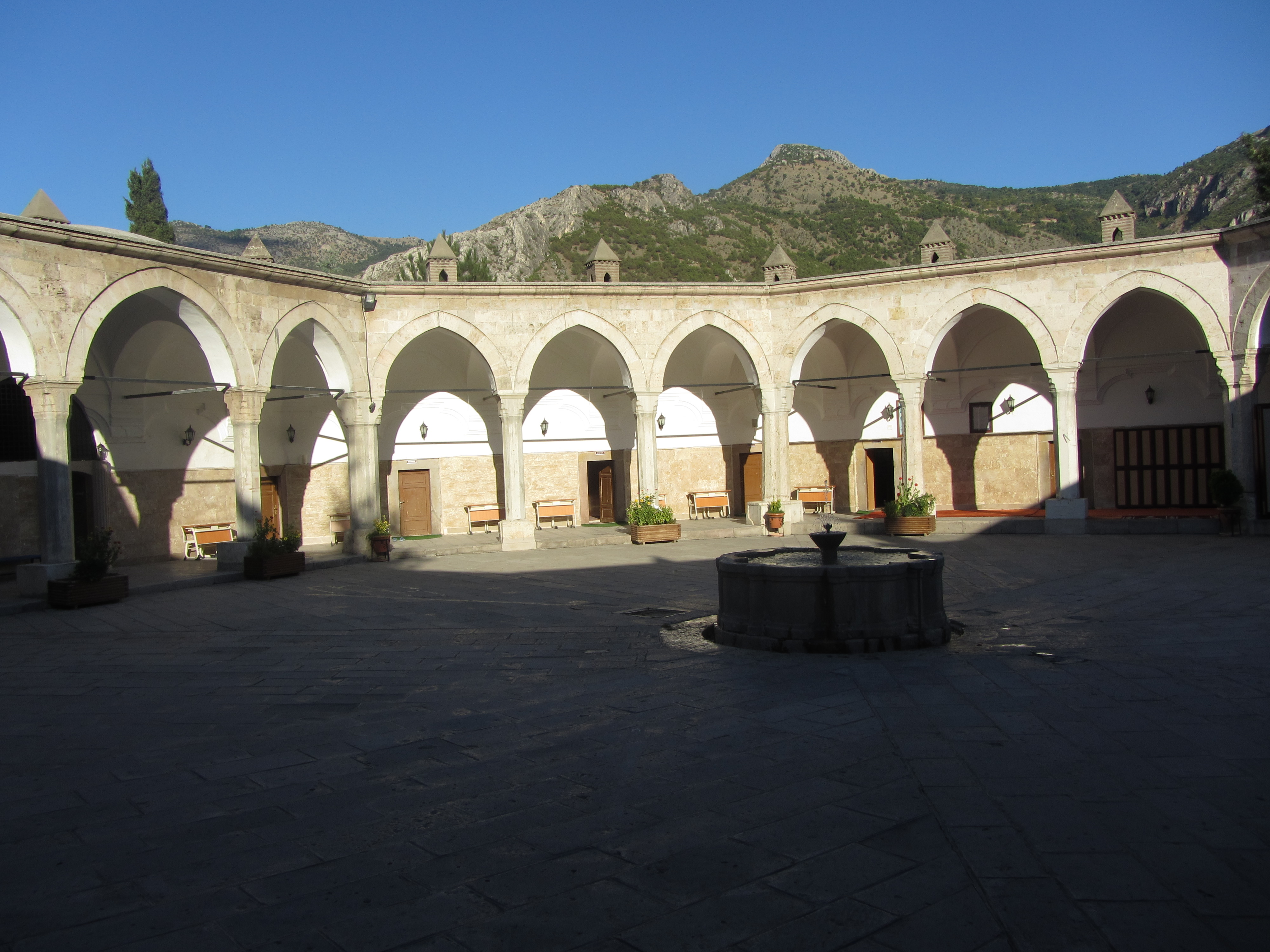
حیاط و حجره‌های اطراف آن

این مدرسه دارای پلان منحصر به فرد هشت ضلعی است که برای اولین بار در این ساختمان استفاده شدو متشکل از یک حیاط رواق دار است که حجره‌های طلاب در دورتادور آن قرار دارند، بزرگترین اتاق گنبدار دار به عنوان مدرس استفاده می‌شد که امروزه برای آموزش حفظ قرآن به جوانان محلی استفاده می‌شود.